# WrestleMania X-Seven
WrestleMania X-Seven a fost cea de-a șaptesprezecea ediție a pay-per-view-ului WrestleMania organizat de World Wrestling Federation. A avut loc pe data de 1 aprilie 2001 în arena Reliant Astrodome din Houston, Texas, fiind prima gală WrestleMania găzduită de statul Texas. Reliant Astrodome a înregistrat un record de audiență de 67,925 spectatori, iar încasările totale de 3,5 milioane $ au făcut ca această ediție a WrestleMania să fie evenimentul cu cele mai mari încasări din istoria companiei WWF până la acea dată.
WrestleMania X-Seven este considerat evenimentul care a încheiat Era Attitude.
Sloganul WrestleMania X-Seven a fost "Houston... We have a problem". Melodia oficială a evenimentului a fost "My Way" interpretată de catre Limp Bizkit.

## Rezultate
- Meci Sunday Night HEAT: X-Factor (Justin Credible și X-Pac) i-au învins pe Steve Blackman și Grand Master Sexay (2:46)
  - X-Pac a câștigat prin pinfall.
- Chris Jericho l-a învins pe William Regal, păstrându-și centura WWF Intercontinental Championship (7:08)
  - Jericho a câștigat prin pinfall, după ce i-a aplicat lui Regal un Lionsault.
- Tazz și The APA (Bradshaw și Faarooq) (însoțiți de Jacqueline) i-au învins pe Right to Censor (The Goodfather, Val Venis și Bull Buchanan) (însoțiți de Steven Richards) (3:53)
  - Bradshaw l-a numărat pe Goodfather, după ce i-a aplicat un Clothesline From Hell.
- Kane i-a învins pe Raven (c) și The Big Show într-un Triple Threat Hardcore Match, câștigând centura WWF Hardcore Championship (9:18)
  - Kane a câștigat prin pinfall, executând un Leg drop de pe scenă.
- Eddie Guerrero (însoțit de Perry Saturn) l-a învins pe Test, devenind noul campion european (8:30)
  - Guerrero a câștigat prin pinfall, după ce l-a lovit pe Test cu centura europeană.
- Kurt Angle l-a învins pe Chris Benoit (14:02)
  - Angle l-a numărat pe Chris Benoit, folosind un roll-up.
- Chyna a învins-o pe Ivory, câștigând centura feminină WWF Women's Championship (2:39)
  - Chyna a câștigat prin pinfall, după ce i-a aplicat lui Ivory un Gorilla Press Drop.
- Shane McMahon l-a învins pe Vince McMahon într-un meci de tipul Street Fight cu Mick Foley în postura de arbitru special (14:12)
  - Shane a câștigat prin pinfall, după ce a executat un dropkick Coast to Coast.
- Edge și Christian i-au învins pe The Dudley Boyz (Bubba Ray și D-Von) (c) și pe Hardy Boyz (Matt și Jeff) într-un meci de tipul Tables, Ladders, and Chairs, câștigând centura WWF Tag Team Championship (15:42)
  - Edge și Christian au câștigat după ce au luat centurile suspendate la 5 metri deasupra ringului.
  - În timpul meciului, Lita a intervenit pentru Hardy Boyz, Spike Dudley a intervenit pentru Dudley Boyz, și Rhyno a intervenit pentru Edge & Christian.
- The Iron Sheik a câștigat un Gimmick Battle Royal la care au mai participat: Bushwhacker Luke, Bushwhacker Butch, Duke Droese, Doink the Clown, Nikolai Volkoff, Tugboat, The Goon, Earthquake, Gobbledygooker, Hillbilly Jim, Brother Love, Michael Hayes, One Man Gang, Kamala, Jim Cornette, Repo Man și Sgt. Slaughter. (3:05)
  - The Iron Sheik a câștigat eliminându-l ultimul pe Hillbilly Jim.
  - După meci Slaughter i-a aplicat lui The Iron Sheik Cobra clutch.
- The Undertaker l-a învins pe Triple H (18:17)
  - The Undertaker a câștigat prin pinfall, după ce i-a aplicat lui Triple H manevra sa de final, Last Ride.
  - Motörhead a cântat live la intrarea lui Triple H melodia "The Game".
- Steve Austin l-a învins pe The Rock într-un No Disqualification match, câștigând centura WWF Championship (28:06)
  - Austin l-a numărat pe The Rock, după ce l-a lovit de cateva ori cu un scaun de metal.
  - În timpul meciului, Vince McMahon a venit lângă ring pentru a-l ajuta pe Stone Cold.

## Alți participanți
| Comentatori - Bobby Heenan - Gimmick battle royal - Paul Heyman - Gene Okerlund - Gimmick battle royal - Jim Ross Comentatori spanioli - Carlos Cabrera - Hugo Savinovich Reporteri - Jonathan Coachman - Michael Cole - Kevin Kelly | Ring Announcer - Howard Finkel Arbitri - Mike Chioda - Jack Doan - Earl Hebner - Theodore Long - Chad Patton - Mike Sparks - Tim White |

## De reținut
- La începutul spectacolului, imnul "America the Beautiful" a fost interpretat de Lilian Garcia
- Acest eveniment a programat pentru a doua oară ca main-event meciul dintre Steve Austin și The Rock (primul meci a avut loc la WrestleMania XV. Al treilea meci avea sa se dispute la WrestleMania XIX).
- Acest eveniment a stabilit un record în privința titlurilor care și-au schimbat deținătorii. Spectacolul a încoronat cinci noi campioni, centurile care și-au schimbat deținătorii fiind : WWF Championship, World Tag Team Championship, Women's Championship, European Championship și Hardcore Championship.
- WrestleMania X-Seven a avut loc la doar o săptămână după anunțul WWF prin care se oficializa preluarea marii federații rivale de wrestling WCW.
- Aceasta este singura ediție WrestleMania în a cărui nume se folosește atât o cifră romană, cât și un cuvânt.
- Pentru crearea logo-ului s-a apelat pentru prima dată la fontul Bodega-Sans.
- Bobby "The Brain" Heenan a apărut la pupitrul comentatorilor WrestleMania după opt ani de pauză, comentând alături de "Mean" Gene Okerlund meciul Battle Royal.